# Ligne d'énergie
Une ligne d'énergie est, en ingénierie hydraulique, la somme de l’énergie potentielle et cinétique le long d’un cours d’eau ou d’un conduite d'eau. La détermination est faite sur la base de l'équation d'énergie de Bernoulli par les composantes d'énergie converties en hauteurs équivalentes. Son unité est le mètre dans le système d'unités international. 
Dans un écoulement sans friction, le niveau d'énergie est constant. Si le débit n'est pas sans frottement, le niveau d'énergie diminue avec la distance parcourue en raison de la perte d'énergie due au frottement.
Dans le cas des eaux vives, la ligne d'énergie est la somme de la hauteur du niveau de l'eau et de la vitesse {\displaystyle {v^{2} \over 2g}}. La hauteur de la ligne d'énergie correspond au potentiel d’élévation du niveau d'eau donné par l’énergie cinétique.